# Pachydema bipartita
Pachydema bipartita es una especie de coleóptero de la familia Scarabaeidae.

## Distribución geográfica
Es endémica de las islas Canarias (España).